# Persone di nome Raffaello
| Questa pagina contiene informazioni ricavate automaticamente dalle voci biografiche con l'ausilio del template Bio e di un bot. L'aggiornamento è periodico e automatico e ricostruisce completamente la pagina. Se manca una persona in questa lista, sei pregato di non aggiungerla, ma accertati piuttosto che la sua voce biografica contenga il template Bio e che i dati anagrafici siano correttamente compilati. Se il template Bio manca, inseriscilo tu stesso o, in alternativa, metti l'avviso {{tmp\|Bio}} che ne segnala la mancanza. Se i dati riportati sono sbagliati, correggi direttamente la voce biografica; le modifiche saranno visibili in questa lista entro pochi giorni. Per chiarimenti vedi il progetto antroponimi. La lista contiene solo le 102 persone che sono citate nell'enciclopedia e per le quali è stato implementato correttamente il template Bio. Pagina aggiornata al 6 ago 2025. |

Questa è una lista di persone presenti nell'enciclopedia che hanno il nome Raffaello, suddivise per attività principale.

## Allenatori di calcio(1)
- Raffaello Vernacchia, allenatore di calcio e ex calciatore italiano (Roma, n. 1951)

## Architetti(4)
- Raffaello Bibbiani, architetto italiano (Pegli, n. 1891 - Pisa, † 1989)
- Raffaello Brizzi, architetto italiano (Montecatini Terme, n. 1883 - Montecatini Terme, † 1946)
- Raffaello Fagnoni, architetto italiano (Firenze, n. 1901 - Firenze, † 1966)
- Raffaello Ojetti, architetto italiano (Roma, n. 1845 - Roma, † 1924)

## Arcivescovi cattolici(1)
- Raffaello Funghini, arcivescovo cattolico italiano (Castiglion Fiorentino, n. 1929 - Roma, † 2006)

## Attori(1)
- Raffaello Balzo, attore e modello italiano (Udine, n. 1975)

## Avvocati(1)
- Raffaello Lospinoso Severini, avvocato e politico italiano (Melfi, n. 1918 - Melfi, † 1981)

## Calciatori(4)
- Raffaello Ciocca, ex calciatore italiano (Roma, n. 1945)
- Raffaello Furia, calciatore italiano
- Raffaello Niccolai, calciatore italiano (Pistoia, n. 1910)
- Raffaello Vescovi, ex calciatore italiano (Lamporecchio, n. 1940)

## Canoisti(1)
- Raffaello Ivaldi, canoista italiano (Verona, n. 1997)

## Canottieri(1)
- Raffaello Leonardo, canottiere italiano (Napoli, n. 1973)

## Cantanti(1)
- Raffaello, cantante italiano (Casoria, n. 1987)

## Chimici(2)
- Raffaello Fusco, chimico italiano (Milano, n. 1910 - Milano, † 2002)
- Raffaello Nasini, chimico italiano (Siena, n. 1854 - Roma, † 1931)

## Ciclisti su strada(1)
- Raffaello Bonusi, ex ciclista su strada italiano (Gavardo, n. 1992)

## Compositori(2)
- Raffaello de Banfield, compositore italiano (Newcastle upon Tyne, n. 1922 - Trieste, † 2008)
- Raffaello Rontani, compositore italiano (Firenze - Roma, † 1622)

## Critici d'arte(1)
- Raffaello Giolli, critico d'arte e giornalista italiano (Alessandria, n. 1889 - Mauthausen, † 1945)

## Critici letterari(1)
- Raffaello Ramat, critico letterario e partigiano italiano (Viterbo, n. 1905 - Orvieto, † 1967)

## Dirigenti d'azienda(1)
- Raffaello Baldi Papini, dirigente d'azienda e politico italiano (Pistoia, n. 1872 - Vinci, † 1938)

## Drammaturghi(1)
- Raffaello Borghini, commediografo e poeta italiano (Firenze, n. 1537 - † 1588)

## Editori(3)
- Raffaello Bertieri, editore, designer e tipografo italiano (Firenze, n. 1875 - Asso, † 1941)
- Raffaello Giusti, editore e tipografo italiano (Lucca, n. 1842 - Livorno, † 1905)
- Raffaello Maurri, editore e liutaio italiano (n. 1863 - † 1935)

## Filologi(1)
- Raffaello Fornaciari, filologo italiano (Lucca, n. 1837 - Firenze, † 1917)

## Filosofi(1)
- Raffaello Franchini, filosofo e saggista italiano (Napoli, n. 1920 - Napoli, † 1990)

## Fotografi(1)
- Raffaello Lucarelli, fotografo, regista e produttore cinematografico italiano (Gualdo Tadino, n. 1879)

## Generali(1)
- Raffaello Reghini, generale italiano (Firenze, n. 1868 - Bolzano, † 1930)

## Giornalisti(4)
- Raffaello Barbiera, giornalista e scrittore italiano (Venezia, n. 1851 - Milano, † 1934)
- Raffaello Guzman, giornalista e aviatore italiano (Brescia, n. 1905 - Roma, † 1984)
- Raffaello Melani, giornalista e attore teatrale italiano (Pistoia, n. 1883 - Viareggio, † 1958)
- Raffaello Pignatari, giornalista e politico italiano (Potenza, n. 1880 - Potenza, † 1920)

## Imprenditori(1)
- Raffaello Orsero, imprenditore, dirigente d'azienda e armatore italiano (Savona, n. 1937 - Pietra Ligure, † 2006)

## Incisori(1)
- Raffaello Morghen, incisore italiano (Portici, n. 1758 - Firenze, † 1833)

## Insegnanti(1)
- Raffaello Melani, insegnante e latinista italiano (Pistoia, n. 1897 - Pistoia, † 1983)

## Letterati(1)
- Raffaello Foresi, letterato italiano (Portoferraio, n. 1820 - Portoferraio, † 1876)

## Marciatori(1)
- Raffaello Ducceschi, ex marciatore italiano (Sesto San Giovanni, n. 1962)

## Medici(3)
- Raffaello Carrara, medico e poeta italiano (Albino, n. 1601 - Albino, † 1670)
- Raffaello Cortesini, medico italiano (Milano, n. 1931 - New York, † 2024)
- Raffaello Silvestrini, medico italiano (Pistoia, n. 1868 - Perugia, † 1959)

## Mezzofondisti(1)
- Raffaello Alliegro, ex mezzofondista e maratoneta italiano (n. 1964)

## Musicologi(1)
- Raffaello De Rensis, musicologo e critico musicale italiano (Casacalenda, n. 1879 - Roma, † 1970)

## Navigatori(1)
- Raffaello Motto, marinaio e patriota italiano (Viareggio, n. 1828 - Viareggio, † 1908)

## Pallanuotisti(1)
- Raffaello Gambino, pallanuotista italiano (Roma, n. 1928 - † 1989)

## Personaggi televisivi(1)
- Raffaello Tonon, personaggio televisivo, conduttore radiofonico e opinionista italiano (Milano, n. 1979)

## Pittori(14)
- Raffaello Botticini, pittore italiano (Firenze, n. 1477 - † 1520)
- Raffaello Celommi, pittore italiano (Firenze, n. 1881 - Roseto degli Abruzzi, † 1957)
- Raffaello De Rossi, pittore italiano (Firenze - Diano Castello, † 1573)
- Raffaello Fossi, pittore italiano (Signa, n. 1928 - Signa, † 1962)
- Raffaello Gambogi, pittore italiano (Livorno - Antignano)
- Raffaello Locatelli, pittore italiano (Bergamo, n. 1915 - Bergamo, † 1984)
- Raffaello del Brescianino, pittore italiano (Siena - Firenze, † 1545)
- Raffaello Politi, pittore, architetto e archeologo italiano (Siracusa, n. 1783 - Agrigento, † 1870)
- Raffaellino da Reggio, pittore italiano (Codemondo, n. 1550 - Roma, † 1578)
- Raffaello Sanzio, pittore e architetto italiano (Urbino, n. 1483 - Roma, † 1520)
- Raffaello Sernesi, pittore e patriota italiano (Firenze, n. 1838 - Bolzano, † 1866)
- Raffaello Sorbi, pittore italiano (Firenze, n. 1844 - Firenze, † 1931)
- Raffaello Tancredi, pittore italiano (Resina, n. 1837 - Napoli)
- Raffaello Vanni, pittore italiano (Siena, n. 1595 - Siena, † 1673)

## Poeti(2)
- Raffaello Baldini, poeta e scrittore italiano (Santarcangelo di Romagna, n. 1924 - Milano, † 2005)
- Raffaello Gualterotti, poeta, filosofo e astrologo italiano (Firenze, n. 1544 - Firenze, † 1638)

## Politici(12)
- Raffaello Bellucci, politico e partigiano italiano (Orbetello, n. 1904 - † 1981)
- Raffaello Bettazzi, politico italiano (Torino, n. 1892 - San Lazzaro di Savena, † 1983)
- Raffaello De Brasi, politico italiano (Courcelles, n. 1950)
- Raffaello De Ruggieri, politico italiano (Matera, n. 1935)
- Raffaello Lambruschini, politico, agronomo e pedagogista italiano (Genova, n. 1788 - Firenze, † 1873)
- Raffaello Antonio Mecca, politico e insegnante italiano (Potenza, n. 1942 - Potenza, † 2024)
- Raffaello Morelli, politico italiano (Pisa, n. 1940)
- Raffaello Riccardi, politico e dirigente sportivo italiano (Mosca, n. 1899 - Roma, † 1977)
- Raffaello Rubino, politico e medico italiano (San Leonardo in Passiria, n. 1928 - Palermo, † 2021)
- Raffaello Russo Spena, politico e avvocato italiano (Acerra, n. 1910 - † 1971)
- Raffaello Vignali, politico italiano (Bologna, n. 1963)
- Raffaello di Leca, politico e militare italiano (n. 1432 - Genova, † 1456)

## Presbiteri(2)
- Raffaello Caverni, presbitero e scrittore italiano (San Quirico di Montelupo Fiorentino, n. 1837 - Val d'Ema, † 1900)
- Raffaello Parenti, presbitero, matematico e paleontologo italiano (Firenze, n. 1907 - Pisa, † 1977)

## Produttori cinematografici(1)
- Raffaello Monteverde, produttore cinematografico e produttore televisivo italiano (Roma, n. 1942 - Roma, † 2021)

## Rapper(1)
- Caneda, rapper, beatmaker e writer italiano (Milano, n. 1976)

## Registi(2)
- Raffaello Matarazzo, regista, sceneggiatore e critico cinematografico italiano (Roma, n. 1909 - Roma, † 1966)
- Raffaello Pacini, regista e sceneggiatore italiano (Pistoia, n. 1899 - Pistoia, † 1964)

## Schermidori(1)
- Raffaello Caserta, ex schermidore italiano (Napoli, n. 1972)

## Scienziati(1)
- Raffaello Magiotti, scienziato italiano (Montevarchi, n. 1597 - Roma, † 1656)

## Scrittori(5)
- Raffaello Brignetti, scrittore italiano (Isola del Giglio, n. 1921 - Roma, † 1978)
- Raffaello Carboni, scrittore e patriota italiano (Urbino, n. 1817 - Roma, † 1875)
- Raffaello Giovagnoli, scrittore, patriota e politico italiano (Roma, n. 1838 - Roma, † 1915)
- Raffaello Mastrolonardo, scrittore italiano (Bari, n. 1961)
- Raffaello Piccoli, scrittore, poeta e traduttore italiano (Napoli, n. 1886 - Davos, † 1932)

## Scultori(5)
- Raffaello Consortini, scultore italiano (Volterra, n. 1908 - Volterra, † 2000)
- Raffaello Pagliaccetti, scultore italiano (Giulianova, n. 1839 - Giulianova, † 1900)
- Raffaello da Montelupo, scultore e architetto italiano (Firenze, n. 1504 - Orvieto, † 1566)
- Raffaello Romanelli, scultore italiano (Firenze, n. 1856 - Firenze, † 1928)
- Raffaello Arcangelo Salimbeni, scultore e pittore italiano (Firenze, n. 1914 - Firenze, † 1991)

## Storici(4)
- Raffaello Menochio, storico e ingegnere italiano (Torino, n. 1858 - Carmagnola, † 1943)
- Raffaello Morghen, storico e medievista italiano (Roma, n. 1896 - Roma, † 1983)
- Raffaello Raffaelli, storico italiano (Fosciandora, n. 1813 - † 1883)
- Raffaello Santarelli, storico e poeta italiano (Fermo, n. 1883 - Roma, † 1939)

## Storici dell'arte(1)
- Raffaello Delogu, storico dell'arte, storico dell'architettura e critico d'arte italiano (Siracusa, n. 1909 - Roma, † 1971)

## Vescovi cattolici(2)
- Raffaello Delle Nocche, vescovo cattolico italiano (Marano, n. 1877 - Tricarico, † 1960)
- Raffaello Martinelli, vescovo cattolico italiano (Villa d'Almè, n. 1948)

## Senza attività specificata(1)
- Raffaello della Rovere, italiano (Savona, n. 1423 - Roma, † 1477)